# Born to Be Wild (MC Shan)
Born to be Wild è il secondo album del rapper statunitense MC Shan. Pubblicato il 25 ottobre 1988, è distribuito da Cold Chillin' Records e dalla Warner Bros. La traccia Juice Crew Law pone fine alla lunga faida con KRS-One e alle Bridge Wars. Nel terzo album di Shan, nel 1990, non ci sono più attacchi al rivale.
| Recensione | Giudizio |
| ---------- | -------- |
| AllMusic   | [ 1 ]    |

## Tracce
1. I Pioneered This – 4:58
2. Give Me My Freedom – 4:06
3. So Def – 3:34
4. Back to the Basics – 3:46
5. Go For Yours ('Cause I'm Gonna Get Mine) – 3:53
6. Born to be Wild – 4:59
7. She's Gone – 5:19
8. Juice Crew Law – 4:30
9. Words Of A Freestyle – 4:33
10. They Used To Do It Out In The Park – 4:43
11. Never Rock A Party – 5:04

Durata totale: 49:25

## Classifiche
| Classifica (1988)   | Posizione massima |
| ------------------- | ----------------- |
| US Top Black Albums | 48                |